# バラバーシ・アルベルト・ラースロー

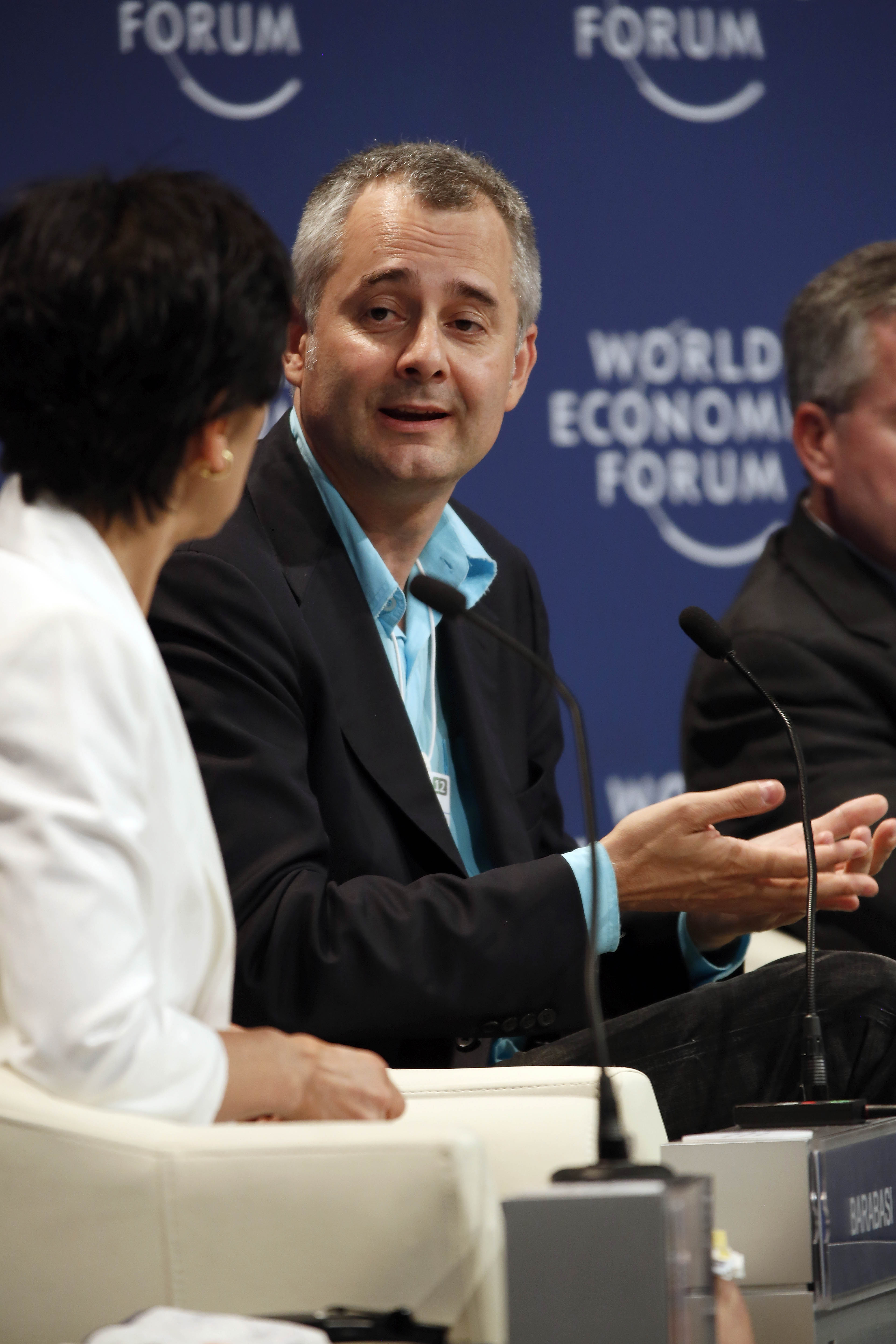
バラバーシ・アルベルト・ラースロー

バラバーシ・アルベルト・ラースロー (Barabási Albert László [ˈbɒrabɑ̈ːʃiˌɒrbɛrtˌlɑ̈ːsloː], 1967年3月30日 - ) は、理論物理学者。インターネットから細胞内化学反応まで、複雑なネットワークに共通して見られるつながりの構造発見で注目を浴びる。

## 呼称
母語であるハンガリー語での氏名はバラバーシ・アルベルト・ラースロー (Barabási Albert László) である（ハンガリー人は姓を先に表記する）が、現在は米国で活躍していることと、日本では英語の著作を介して知られているため、日本ではアルバート＝ラズロ・バラバシ (Albert-László Barabási) と言う米国風に姓名を名姓の順に倒置し、発音も英語風にしたカタカナ表記が多く見られる。ハンガリー語の愛称はラツィ (Laci) [ˈlɒt͡si]。

## 人物
ルーマニア領トランシルヴァニア（トリアノン条約でハンガリーから割譲）のセーケイ地方のハルギタ県カルツファルヴァ村またはカルツ村（ルーマニア語名 クルツァ村）生まれのセーケイ人（ハンガリー人）。国籍はハンガリー、ルーマニア、米国の三重国籍だが、民族籍はハンガリー人。
父方の祖父はバラバーシ・アルベルト (Barabási Albert) [ˈbɒrabɑ̈ːʃiˌɒrbɛrt]、父は歴史学者で博物館長のバラバーシ・ラースロー (Barabási László) [ˈbɒrabɑ̈ːʃiˌlɑ̈ːsloː]、母のケレステシュ・カタリン (Keresztes Katalin) [ˈkeresteʃˌkɒtɒlin] はハンガリー語の教諭で子ども劇場の演出家だった。妹にミクローシュ・リーヴィア (Miklós Lívia) [ˈmikloːʃˌliːviɒ] とバラバーシ・ユリアンナ (Barabási Julianna) [ˈbɒrabɑ̈ːʃiˌjuliɒnnɒ] がいる。
チークセレダ市のマールトン・アーロン高等学校在学中は彫刻家を目指していたが、物理の高校生コンテストで優勝したこともあり、1986年から1989年に掛けてブカレスト大学の物理・工学科に学び、その後、ハンガリーのエトヴェシュ・ロラーンド大学大学院にてフラクタル理論に関する学位論文で修士号を取得。1994年にアメリカ合衆国ボストン大学で理学博士号を取得。米国IBM社T.J.ワトソン研究センター研究員、アメリカ合衆国ノートルダム大学物理学教授を経て、現在は、ノースイースタン大学ネットワーク科学センター栄誉教授。
2003年よりアメリカ物理学会会員、2004年よりハンガリー科学アカデミー国外会員、2007年より欧州アカデミー会員。

## 著書
- 『新ネットワーク思考』 青木薫訳 NHK出版 2002年
- 『バースト!人間行動を支配するパターン』 塩原通緒訳 NHK出版 2012年
- 『ネットワーク科学――ひと・もの・ことの関係性をデータから解き明かす新しいアプローチ』 池田裕一・井上寛康・谷澤俊弘監訳・京都大学ネットワーク社会研究会訳 共立出版 2019年
- 『ザ・フォーミュラ――科学が解き明かした「成功の普遍的法則」』 江口泰子訳 光文社 2019年

## 主要論文
- Barabási, A.-L., and Albert, R., "Emergence of scaling in random networks", Science 286, pp. 509-512 (1999)
- Barabási, A.-L., Albert, R., Jeong, H., Bianconi, G. "Power-law distribution of the World Wide Web", Science 287, pp. 2115 (2000)
- Albert, R. et al., "Error and attack tolerance of complex networks", Nature 406, pp. 378-382 (2000)
- Jeong, H., Tombor, B., Albert, R., Oltvai, Z., Barabási, A.-L. "The large-scale organization of metabolic networks", Nature 407, pp. 651-655 (2000)
- Barabási, A.-L., Oltvai, Z. N. "Network Biology: Understanding the Cell's Functional Organization", Nature Reviews Genetics 5, pp. 101-113 (2004)

## 受賞
- 2006年 - ナイマン・ヤーノシュ表彰盾・表彰状 (Neumann-plakett és -oklevél)
- 2011年 - ハルギタ県民賞 (Hargita Megyéért Díj)
- 2014年 - プリーマ・プリミッシマ賞 (Prima Primissima díj)
- 2023年 - リリエンフェルト賞